# Dangerhouse Records
La Dangerhouse Records è stata un'etichetta punk di Los Angeles.

## Storia della Dangerhouse Records
Fondata nel 1978 da Pat "Rand" Garrett e David Brown e fallita nel 1980, la Dangerhouse ha avuto breve vita, lasciando comunque un segno importante nel punk di Los Angeles.

## Artisti[1]
- Avengers
- The Bags
- Black Randy and the Metrosquad
- The Deadbeats
- The Dils
- Eyes
- Randoms
- Rhino 39
- The Weirdos
- Howard Werth
- X
- Alley Cats